# (12680) Bogdanovich
(12680) Bogdanovich (1981 JR2) – planetoida z grupy pasa głównego asteroid okrążająca Słońce w ciągu 3,25 lat w średniej odległości 2,19 j.a. Odkryta 6 maja 1981 roku.